# Selva húmeda del oeste de la cuenca del Congo
La región de selva húmeda del oeste de la cuenca del Congo o selva del oeste del Congo es una biorregión o ecorregión incluida en la lista Global 200 del WWF. Es la segunda región de selva húmeda más extensa del mundo, y una de las más ricas e intactas. Está formada por dos ecorregiones:
- Selva de tierras bajas del Congo noroccidental
- Selva pantanosa del Congo occidental